# Ivan VI. Antonovič
Ivan VI. Antonovič (12. srpnajul./ 23. srpna 1740greg. – 5. červencejul./ 16. července 1764greg.) byl ruský car v letech 1740–1741. Panovníkem se stal, když mu byly pouhé dva měsíce a sesazen z trůnu byl již po čtrnácti měsících vlády, kterou však fakticky vykonávala jeho matka Anna Leopoldovna jakožto regentka. Od této chvíle až do své tragické smrti byl Ivan vězněn.

## Život

### Následník trůnu

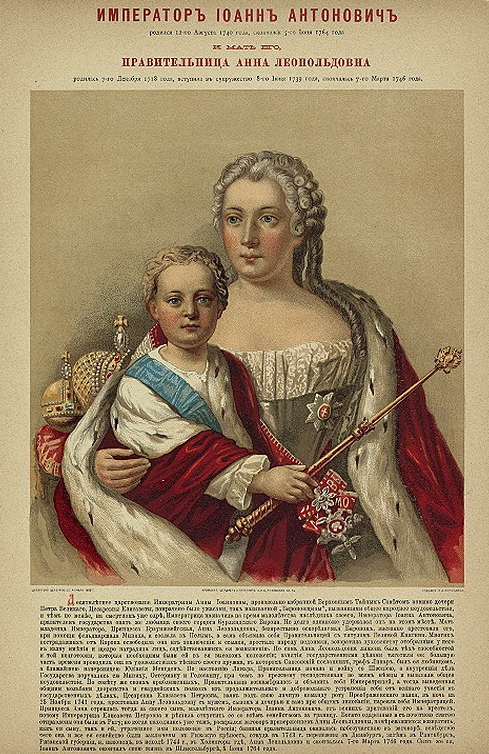
Ivan VI. s matkou Annou Leopoldovnou

Bezdětná carevna Anna Ivanovna (vládla v letech 1730–1740) dlouho řešila problém s následnictvím trůnu a nakonec se rozhodla povolat do Ruska svou teprve třináctiletou neteř Alžbětu Meklenburskou (dceru své starší sestry Kateřiny a vnučku Ivana V.) a za dědice vyhlásit jejího tehdy ještě nenarozeného syna. Alžběta přijala pravoslaví, nové jméno Anna Leopoldovna a ve svých jednadvaceti letech se v roce 1739 provdala za bratrance císařovny Marie Terezie, Antonína Oldřicha z rodu brunšvických vévodů. V srpnu 1740 se vytoužený následník skutečně narodil. O dva měsíce později (17. října) carevna Anna I. Ivanovna umírá a na trůn je dosazeno dvouměsíční dítě jako car Ivan VI., za něhož ovšem zpočátku vládl oblíbenec zemřelé carevny, kuronský vévoda Arnošt Jan von Biron. S podporou armády provedla matka malého Ivana Anna Leopoldovna 8. listopadu 1740 převrat a Biron byl poslán do vyhnanství. Za Ivana VI. od této chvíle vládla jeho matka.

### Krátké panování
O rok později, v noci z 24. na 25. listopad proběhl další převrat a na trůn usedla dcera cara Petra I. Velikého jako Alžběta I. Rodina brunšvického vévody byla nejprve vypovězena, ale než k tomu došlo, bylo vypovězení změněno na internaci. Vévoda brunšvický byl nakonec s celou rodinou poslán do Solověckého kláštera na dalekém severu. Pro špatné počasí tam však nedorazili a zůstali v Cholmogorách u Archangelska. Malého cara od rodiny odtrhli a věznili zvlášť (jeho matka zemřela v cholmogorském vyhnanství roku 1746). Jelikož panovala obava, že by se jej mohl pokusit někdo osvobodit, byl ve svých šestnácti letech, tedy v roce 1756, převezen do šlisselburské pevnosti u Petrohradu.

### Život ve vězení
Ve společnosti několika důstojníků žil od této chvíle Ivan VI. pod novým jménem Ivan Grigorij ve zdech nedobytné pevnosti. Celoživotní věznění zanechalo na mladíkovi své následky: trpěl záchvaty zuřivosti, depresemi a halucinacemi. Po smrti carevny Alžběty I. jej chtěl nový car Petr III. osvobodit, ale Ivan VI. byl již tehdy v tak špatném zdravotním a psychickém stavu, že to nemělo žádný smysl. Petr se postaral alespoň o to, aby bylo s Ivanem konečně slušně zacházeno. Sám Petr III. se ovšem zanedlouho ocitl ve vězení, kde byl následně zavražděn a na trůn usedla jeho žena jako carevna Kateřina II. Ta si nechala v roce 1762 Ivana předvést a vedla s ním rozhovor. Poté potvrdila instrukci Petra III. a zopakovala příkaz, který dala před lety Alžběta I. – v případě nemoci neposkytovat tomuto vězni lékařskou pomoc. Byl vydán ještě jeden příkaz. Pokud by se někdo pokusil Ivana osvobodit, měl být carevič neprodleně zbaven života.

### Smrt
4. července 1764 došlo ve šlisselburské pevnosti ke vzpouře, kterou vedl velitel stráže Vasilij Mirovič. Ten zajal velitele pevnosti a vzbouřené vojáky vedl do části, kde byl vězněn Ivan. Dva strážci, kteří Ivana hlídali – poručík Čekin a kapitán Vlasjev – však stačili splnit carevnin příkaz: Ivan VI. byl ve věku třiadvaceti let ve své cele zavražděn. Na jeho těle bylo nalezeno osm ran šavlí. Dodnes není jisté, zda nebylo celé spiknutí uměle vyvoláno s cílem zlikvidovat nepohodlného právoplatného dědice trůnu. Jisté je, že oba vrazi byli bohatě odměněni a získali doživotní služné. Vůdce povstání Mirovič byl však v září 1764 popraven.